# Orcoyen
Orcoyen (em castelhano) ou Orkoien (em basco e oficialmente desde 2005) é um município da Espanha na província e comunidade foral (autónoma) de Navarra. Tem 5,64 km² de área e em 2021 tinha 4 160 habitantes (densidade: 737,6 hab./km²). O município faz parte da comarca da Cuenca de Pamplona e da merindade homónima.

## Geografia
Orcoyen situa-se na Cuenca (bacia de Pamplona), 5 km a nordeste do centro de Pamplona. O município é confrontado a leste com Pamplona, a sul com Olza, a oeste com Cendea de Iza e com Berrioplano a norte.

## História
A menção histórica mais antiga a Orcoyen, a notícia de uma doação da "Nossa Senhora de Orcoyen" ao Mosteiro de Leyre,  data do século XIII. Durante a Idade Média celebravam-se na localidade ordálias (também conhecidos por "juízos de Deus", um tipo de julgamento). Na mesma época Carlos III de Navarra concedeu à localidade parte dos impostos para que a igreja de São Miguel e a basílica de Santo Estêvão pudessem ser reparadas.
No final da Guerra de Independência (Guerra Peninsular), depois da batalha de Vitória, o comandante das tropas britânicas e aliadas frente a Napoleão Bonaparte, Duque de Wellington, teve o seu quartel-general naquela que hoje se chama a "casa do padre", enquanto dirigia as operações militares para a conquista de Pamplona. Nas guerras carlistas, Orcoyen teve que abastecer de comida tanto os carlistas como os liberais.
A partir dos anos 1970 a população aumentou consideravelmente devido à rápida industrialização da Cuenca de Pamplona. A localidade tinha 238 habitantes em 1973, um número que e em 1981 tinha aumentado para 1 091. Esta transformação também se reflete na estrutura económica, tendo deixado de ser um povoado agrícola para se tornar uma localidade industrial. A partir do ano 2000, com a execução do novo planeamento urbanístico, Orcoyen continuou a crescer, registando as taxas mais altas de Navarra nos últimos anos, devido sobretudo à construção de residências individuais, com uma perspetiva de população e 3 000 habitantes[carece de fontes?] que já foi ultrapassado.

## Demografia
| 1996  | 1998  | 2000  | 2002  | 2004  | 2006  | 2008  | 2010  |
| 1 250 | 1 260 | 1 267 | 1 492 | 1 885 | 2 251 | 2 947 | 3 511 |
|       | 0,8%  | 0,6%  | 17,8% | 26,3% | 19,4% | 30,9% | 19,1% |

## Política
Desde 1991 que o cargo de alcaide, a liderança do ayuntamiento é ocupado por Casimiro Larrea Ruiz, um ex-militante da Esquerda Unida de Navarra (IUN-NEB), foça política pela qual foi eleito até 2007. Nesse ano, abandonou a IUN e concorreu às eleições municipais de maio com o agrupamento independente que fundou, a "União de Esquerdas de Orkoien" (UIO), nas quais ganhou com maioria absoluta.
Distribuição de vereadores por força política no ayuntamiento após as eleições de 2007
| Força política                           | Nº de vereadores |
| ---------------------------------------- | ---------------- |
|                                          | 6                |
| Nafarroa Bai (NaBai)                     | 2                |
| Partido Socialista de Navarra (PSN-PSOE) | 2                |
| União do Povo Navarro                    |                  |

## Economia
O município, anteriormente de carácter agrícola, é hoje uma localidade industrial, onde se encontra grande parte da Indústria automobilística da área metropolitana de Pamplona, devido à proximidade com a fábrica da Volkswagen.

## Monumentos e cultura
Igreja de São Miguel
A igreja atual, de estilo gótico, foi construída sobre outra anterior, românica, da qual existem alguns vestígios. É possível que a pequena igreja tivesse anexa uma torre de vigilância ou defesa, um uso comum à época, devido à sua posição privilegiada.
Festividades
- Fiestas mayores — têm lugar todos os anos entre a penúltima terça-feira de junho e os cinco dias seguintes. Durante estas festas desenvolvem-se várias ativdiades para gente de todas as idades. Os pontos altos são os arraiais noturnos, os espetáculos infantis, os fogos de artifício, jogos de pelota basca, os gigantones (comparsa de gigantes), as charangas, as comidas populares e as corridas de touros.
- Chegada do Anjo de Aralar — segundo a tradição, na segunda-feira seguinte à Segunda-feira de Páscoa, arcanjo São Miguel de Aralar vai a Orcoyen para benzer os campos e as colheitas. É recebido ao som de txalaparta (um instrumento de percussão tradicional basco) e zanpantzars (ou joalduns, personagens tradicionais do folclore basco).
- Festas do Bairro Kupueta
- São José Operário, a 1 de maio
- São Miguel (padroeiro da localidade), a 29 de setembro